# 小行星4974
小行星4974（4974 Elford）是一颗绕太阳运转的小行星，为主小行星带小行星。该小行星于1990年6月14日发现。

## 轨道参数
小行星4974的轨道半长轴为2.6063288 UA，离心率为0.109。